# Arizonaspecht
Der Arizonaspecht (Leuconotopicus arizonae, Syn.: Picoides arizonae) ist ein Vertreter der Gattung Leuconotopicus innerhalb der Unterfamilie der Echten Spechte (Picinae). Er ist neben dem Stricklandspecht und dem Rußspecht der einzige Vertreter der Gattung mit weitgehend braunem Gefieder. Der Arizonaspecht galt bis vor wenigen Jahren als Unterart des Stricklandspechtes (Leuconopicus stricklandi, Syn.: Picoides stricklandi), dessen Verbreitungsgebiet in einigen voneinander isolierten Regionen im südlichen und östlichen Zentralmexiko liegt. Arizonaspechte bewohnen in zwei Unterarten trockene, submontane und montane Eichen- und Eichen-Kiefernwälder sowie flussbegleitende Gehölze im Süden der USA südwärts bis in den westlichen Teil Zentralmexikos, wo sie sich vor allem von Käferlarven, gelegentlich aber auch von Früchten und Samen ernähren. Sie brüten in selbst geschaffenen Nisthöhlen, die sie in abgestorbenen Bäumen, vereinzelt auch in Agaven errichten.
Über die Bestandsituation der Art ist wenig bekannt, doch gilt der Arizonaspecht nach Einschätzung der IUCN als  (=least concern – nicht gefährdet).

## Aussehen
Mit einer Größe von maximal 20 Zentimetern und einem Gewicht um die 50 Gramm ist der Arizonaspecht ein eher kleinerer Vertreter der nordamerikanischen Spechte; er erreicht knapp die Größe des heimischen Mittelspechtes. In seinem Verbreitungsgebiet ist er die einzige Spechtart mit überwiegend braunem, auf der Oberseite weitgehend zeichnungslosem Federkleid.
Stirn, Scheitel, Nacken und der gesamte Rücken sind einheitlich braun, ebenso gefärbt sind die Ohrdecken; die Malarstreifen sind dunkelbraun bis schwärzlich. Das übrige Gesicht, der seitliche Halsbereich sowie die Kehle sind schmutzig weiß. Gelegentlich befinden sich im Schulter und Rückenbereich einige weiße Gefiederstellen. Die Unterseite ist individuell sehr variabel; sie kann sehr hell, fast weiß mit nur vereinzelten braunen Flecken sein, aber auch auf hellem Grund dicht braun gefleckt oder gebändert. Abgetragene Gefieder sind auf der Unterseite meist dunkler. Der Schwanz ist schwarzbraun, die äußeren Steuerfedern sind weiß gebändert. Auch die Handschwingen weisen eine solche Bänderung auf, welche im Flug deutlich, bei sitzenden Individuen jedoch nur undeutlich zu erkennen ist. Der lange Schnabel ist schwarzbraun, auch die Iris ist dunkel.

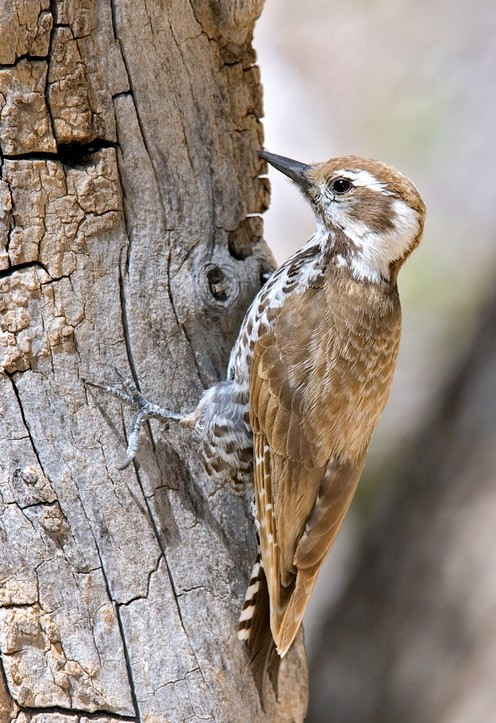
Weiblicher, adulter Arizonaspecht

 Bis auf den roten Hinterhauptfleck, den nur die Männchen tragen, unterscheiden sich die Geschlechter nicht. Ein geringfügiger Größen- und Gewichtsunterschied zugunsten der Männchen ist feldornithologisch nicht registrierbar. Auch das Jugendgefieder ist dem der Erwachsenen sehr ähnlich, allerdings sind die hellen Gefiederanteile auf der Unterseite eher hellgrau als weiß. Die rote Hinterhauptkappe wird von beiden Geschlechtern getragen, beim weiblichen ist sie jedoch kleiner, blasser und weniger deutlich begrenzt.
Der Flug des Arizonaspechtes ist ein typisch wellenförmiger Spechtflug.

### Verwechslungsmöglichkeiten
In den USA sowie in weiten Teilen Mexikos kann die Art mit keinem anderen Specht verwechselt werden. In den südlichsten Bereichen des Verbreitungsgebiets besteht die Verwechslungsmöglichkeit mit der Schwesterart, dem Stricklandspecht. Obwohl beide Arten nicht sympatrisch brüten, ist ein gelegentlich gemeinsames Vorkommen beider Arten nicht auszuschließen. Der Stricklandspecht ist bedeutend dunkler als der Arizonaspecht und trägt am Rücken weiße Gefiederzeichen, die beim Arizonaspecht fehlen können oder undeutlicher ausgeprägt sind; die Bauchseite ist eher dunkelbraun gestreift und nicht unregelmäßig mittelbraun gefleckt, der Schnabel ist kürzer als beim Arizonaspecht. Die rote Hinterhauptskappe ist bei Stricklandspecht etwas größer. Zusätzlich liegen die Brutgebiete des Stricklandspechts in bedeutend größeren Höhen als die des Arizonaspechtes.

### Lautäußerungen
Vor allem während der Brutzeit ist diese Spechtart sehr heimlich und leise. In der Vorbrutzeit sind die Rufe und Trommelfolgen jedoch recht oft zu hören. Häufigster Ruf ist ein helles, feines und hohes Piik, das meist gereiht in den verschiedensten, sowohl antagonistisch oder territorial, als auch sexuell gestimmten Situationen geäußert wird. Häufig, vor allem bei gesteigerter Erregung, wird dieses Peep mit einem rauen, schnell gereihten Gezeter, dem rattle call kombiniert, das entfernt an das Kreischen eines Tannenhähers erinnert; charakteristisch ist noch ein kurzes, spitzes Kwiik, das einzeln oder gereiht vorgetragen wird, und oft die Antwort des Weibchens auf das Trommeln des Männchens darstellt.
Während der Balz- und Vorbrutzeit trommeln beide Geschlechter, das Männchen lauter und mit längeren Trommelwirbeln als das Weibchen. Durchschnittlich sind 4 Trommelwirbel pro Minute mit je etwa 12 Einzelschlägen zu hören. Einige der Vokalisationen von Arizonaspecht und Stricklandspecht sind nicht voneinander zu unterscheiden.

## Verbreitung und Lebensraum

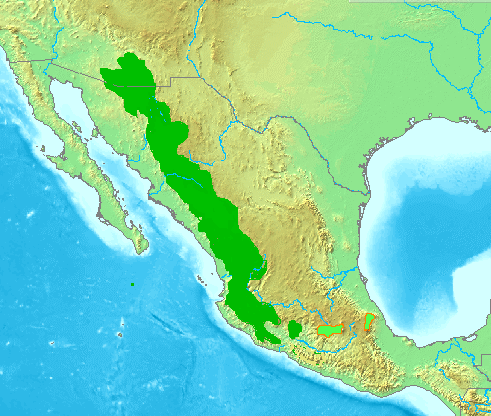
Verbreitungsgebiete des Arizonaspechtes (satt grün) und des Stricklandspechtes (hellgrün, orange gerandet)

Die nördlichsten Vorkommen liegen im äußersten südöstlichen New Mexico sowie im östlichen und südöstlichen Arizona, nordwärts bis zu den Santa Catalina Mountains. Nach Süden hin verläuft das Verbreitungsgebiet entlang der Sierra Madre Occidental etwa bis Zacatecas, Jalisco und Michoacán.
In diesem langgezogenen Verbreitungsgebiet, das sich über 1800 Kilometer erstreckt, bewohnt der Arizonaspecht lichte, vor allem mit verschiedenen Eichenarten bestandene Wälder, sowie den Madrean-Kiefern-Eichen-Waldgesellschaften. Die Art zeigt eine besondere Abhängigkeit von immergrünen Eichenwäldern. Zudem brüten Arizonaspechte in mit Walnussbäumen und Sycamoren bestandenen Ufergehölzen und Canyons.

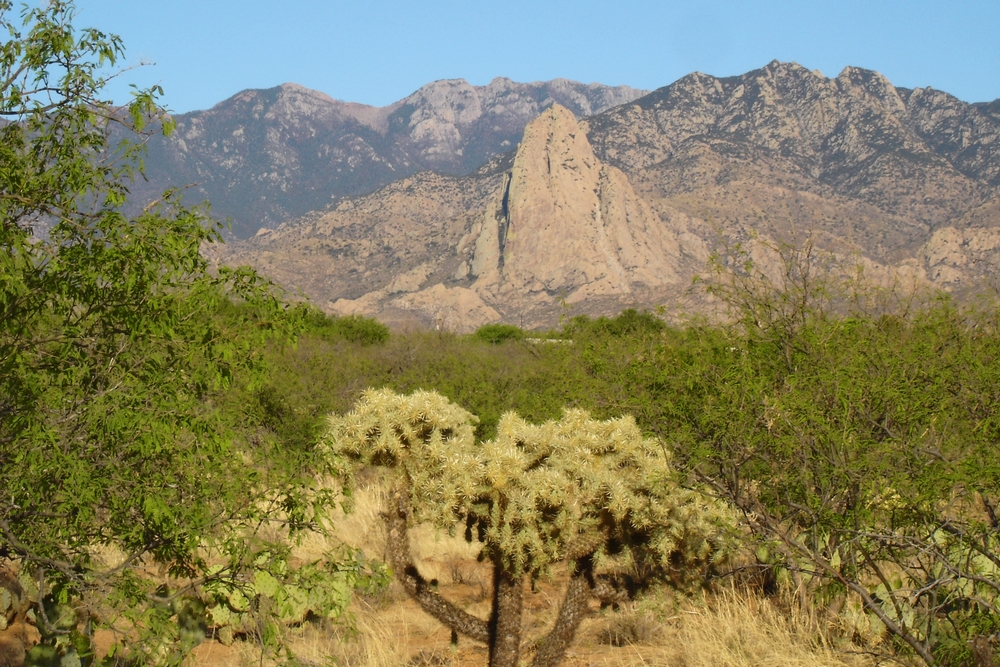
Lebensraum des Arizonaspechtes im südlichen Arizona; die Aufnahmen weiter oben entstanden in diesem Lebensraum

Vertikal erstrecken sich die Vorkommen von etwa 1000 Metern in Arizona und New Mexico bis 2400 Meter im zentralen Mexiko. Vor allem in den USA und in Nordmexiko sind die Vorkommen sehr stark fragmentiert und beschränken sich vor allem auf die Sky Islands genannten Höhenzüge, die die typische Madrean-Vegetation aufweisen.
Die wenigen vorhandenen Daten über den Raumbedarf der Art lassen keine verlässliche Größenangabe zu, sie scheinen jedoch, verglichen mit denen anderer Spechtarten gleicher Größe, auf vergleichsweise ausgedehnte Reviere hinzuweisen. Der unmittelbare Bereich um den Höhlenbaum, sowie einzelne Nahrungsbäume werden intensiv gegenüber Artgenossen verteidigt, wobei verpaarte Arizonaspechte jeweils nur eindringende Geschlechtsgenossen attackieren; der andere Partner verhält sich meist teilnahmslos.

### Wanderungen
In seinem gesamten Verbreitungsgebiet ist die Art Standvogel. Winterliche Wanderungen in tiefergelegene Gebiete, sowie kleinräumige Ortswechsel bei Nahrungsknappheit kommen vor, sind jedoch seltener zu beobachten als bei anderen montanen Spechten.

### Nahrung und Nahrungserwerb
Es liegen nur wenige Untersuchungen zur Nahrungszusammensetzung der Art vor. Wahrscheinlich ernähren sich Arizonaspechte hauptsächlich von Insekten, vor allem von Käfern und deren Larven. Bockkäfer und Rüsselkäfer dürften wichtige Beutetiere sein. Auch Ameisen, ihre Larven und Puppen, sowie andere Insekten werden verzehrt, und können bei Massenauftreten oder leichter Verfügbarkeit den Nahrungshauptbestandteil ausmachen.
Früchte und Beeren spielen im Sommer und Herbst, Eicheln und Koniferensamen im Herbst und Winter eine Rolle. Ob Baumsäfte aufgenommen werden, ist nicht bekannt. Der Anteil der Vegetabilien am gesamten Nahrungsaufkommen ist ebenfalls unbekannt und wahrscheinlich saisonal stark schwankend.
Zum Nahrungserwerb werden vor allem die Stamm- und Astbereiche lebender wie toter Bäume genutzt. Am Boden ist die Art nur selten futtersuchend zu beobachten. Die Mehrzahl der Beutetiere wird durch Stochern, Bohren oder Ablesen gewonnen, Rindenteile abgestorbener Bäume können großflächig mit dem Schnabel oder mit den Krallen gelöst und entfernt werden. Die Art vermag Fraßgänge holzbohrender Insektenlarven oberflächlich zu erweitern und aufzuhacken. Auf Grund des längeren und kräftigeren Schnabels gewinnen Männchen auf diese Art einen größeren Nahrungsanteil als Weibchen. Vegetabilien, wie Früchte, Beeren oder auch Koniferensamen werden meist an Ort und Stelle verzehrt oder ausgebeutet. Meist fliegt dieser Specht einen Baum an dessen Basis an und klettert spiralig den Stamm nach oben, bevor er die Suche auf den großen Seitenästen fortsetzt. Weibchen nutzen im Gegensatz zu Männchen auch verstärkt schwächere Seitenäste und Zweige.  Über Vorratshaltung oder die Verwendung von Schmieden liegen keine Informationen vor.

## Brutbiologie
Arizonaspechte werden im ersten Lebensjahr geschlechtsreif. Soweit bekannt führen sie eine monogame Brutzeitpartnerschaft. Die Paarbildung beginnt im frühen April. Hauptbestandteile der Balz sind Trommelfolgen und Rufreihen, ritualisiertes Klopfen an einer begonnenen oder fertiggestellten Nisthöhle und bei erfolgter Anpaarung gegenseitige Verfolgungsjagden.
Die Nisthöhle wird meist in lebende Laubbäume, häufig in Sycamoren, Pappeln, Ahornarten oder Walnussbäume gehämmert. Der Höhlenbau beginnt mit der Balz im April. Bislang wurden nur Männchen beim Höhlenbau beobachtet. Die Nisthöhle liegt in unterschiedlichen Höhen zwischen 2,4 und fast 16 Metern.
Die Legeperiode beginnt Mitte April und endet in der letzten Maidekade. Wahrscheinlich brüten Arizonaspechte nur einmal im Jahr, auch über Nachgelege ist nichts bekannt. Ein Vollgelege besteht aus 2–4 reinweißen elliptischen Eiern in einer Größe von 24 × 17 Millimetern. Sie werden im Tagesabstand gelegt und von beiden Eltern bebrütet. Die Jungen schlüpfen nach etwa 14 Tagen. Sie werden von beiden Eltern gehudert und gefüttert; das Männchen scheint sich stärker an der Jungenaufzucht und Nestlingsfürsorge zu beteiligen als das Weibchen.
Nach 24–26 Tagen verlassen die Jungvögel die Nisthöhle. Sie können nach einem Tag relativ gewandt fliegen und leicht erreichbare Beutetiere erbeuten. Sie verbleiben jedoch noch einige Wochen im Familienverband. Erst Ende Juli lösen sich die meisten Familiengruppen auf. Zur Dismigration liegen keine Informationen vor.

## Systematik
Die Diskussionen über den Artstatus des Arizonaspechtes reichen in die Zeit der Erstbeschreibung zurück. Davis fasst 1965 die Argumente für eine Klassifizierung als Art beziehungsweise als Unterart des Stricklandspechtes zusammen; er sieht die beiden Gruppen morphologisch bereits weit getrennt, hält aber noch an der Auffassung fest, der Arizonaspecht sei als Unterart des Stricklandspechtes zu verstehen. Im 42. Nachtrag zur AOU Checklist wird der Arizonaspecht als eigenständige Art vom Stricklandspecht getrennt. Als Gründe werden Unterschiede in der Morphologie, im Verhalten sowie in der Habitatswahl angegeben.  2015 trennten Fuchs et al. auf Grund von genetischen Gemeinsamkeiten eine Gruppe von Spechten aus der Gattung Picoides und stellten sie in die, bereits 1845 von Alfred Malherbe etablierte Gattung Leuconotopicus. Neben dem Arizonaspecht gehören noch 4 weitere Arten dieser Gattung an. Der Sticklandspecht ist die Schwesterart, Haarspecht, Weißkopfspecht, Kokardenspecht und der aus der Gattung Veniliornis herausgelöste Rußspecht gehören in die nächste Verwandtschaft.
Zurzeit werden Unterarten beschrieben:
- Leuconotopicus arizonae arizonae (Hargitt, 1886):

Die Nominatform ist im Norden des Brutgebietes verbreitet; südwärts kommt sie etwa bis Sinaloa und Nordwestdurango vor. Sie ist die größte und hellste Subspezies; bei ihr ist auch der Größen- und Gewichtsdimorphismus am ausgeprägtesten. Etwas südlich schließt das Verbreitungsgebiet von Arizonaspechten an, die von einigen Autoritäten einer Unterart L. a. websteri zugeordnet werden; es reicht südwärts bis Jalisco. Die etwas dunklere Gefiederfärbung dieser Spechte gilt jedoch mehrheitlich als individuelle Färbungsvariante, sodass die Unterart nicht mehr anerkannt wird.
- Leuconotopicus arizonae fraterculus (Ridgway, 1887):

Diese kleinste und dunkelste Subspezies kommt in zum Teil voneinander isolierten Gebieten vor allem in Michoacán vor. Viele Individuen weisen eine unterschiedlich deutlich ausgeprägte, weiße Bänderung am Rücken auf.

## Bestandssituation
Zurzeit steht keine Unterart auf nationalen oder regionalen Gefährdungslisten. Von Birdlife wird die Gesamtpopulation sehr grob mit 50.000–500.000 Individuen angegeben. Es liegen jedoch insbesondere für Mexiko kaum auswertbare Bestandsanalysen vor. Für den Süden der USA werden Bestandsrückgänge vor allem mit dem Sinken des Grundwasserspiegels und der Intensivierung der Weideviehhaltung in Zusammenhang gebracht, was zum Absterben flussbegleitender Sycamorengehölze führt, beziehungsweise deren Nachwachsen verhindert.